# Goran Vrbanić
Goran Vrbanić (Zagreb, 23. kolovoza 1976.) je hrvatski glumac, književnik i scenarist.

## Životopis
Goran Vrbanić rođen je u Zagrebu gdje se i školovao. Bavio se glumom, filmskom i kazališnom režijom, montažom, animacijom, pisanjem poezije, kratke proze, novinarskih tekstova i drama. Djela su mu objavljivana u časopisima: Plima (objavljen je i u zborniku proze najmlađe generacije autora "Plimaši" Silvije Šesto), Vijenac (u Homo volansu mu je 1995. i 1996. godine izlazila kolumna Gorko & slatko), Godine (nagrada za najbolju kratku priču 2001.), Vrisak, Kazalište. 
U ZeKaeM-u mu je 1992. i 1993. godine izvođena komedija za djecu "Kad mu dosadi" u režiji Borisa Kovačevića. Godine 1995. pridružuje se Zagrebačkom glumačkom studiju i počinje trenirati glumačku metodu Lee Strazberga. Godina 1995. i 1996. godine vodio je jednu od dramskih grupa studentske kulturne organizacije "Ivan Goran Kovačić". Godina 1996. i 1997. radio je kao novinar za kulturnu rubriku Večernjeg lista. 
Godine 1998. objavio je zbirku kratkih priča "Od svega što ne treba" u izdanju Matice hrvatske. Godine 2002. igra u makedonskoj predstavi "Komşi Kapicik" u Prilepu, Makedoniji. Godine 2003. piše, režira, snima i montira trash film “Otok”, te po vlastitoj adaptaciji režira “Gostioničarku Miradolinu” za lutkarsko kazalište LET. Godine 2005. završio studij glume na Akademiji dramske umjetnosti u Zagrebu, te izmislio i pokrenuo trodnevni produkcijski festival "Maraton kratkog filma". Godine 2006. Kazalište Komedija počinje igrati predstavu "Cigle Svete Elizabete" po njegovom tekstu. Godine 2008. po svom tekstu režira i igra dječju predstavu Bu, te glumi Fjodora u dugometražnom filmu međunarodne produkcije Duel po djelu Antona Čehova, kratkom filmu Školici, serijama Hitnoj 94 i Najboljim godinama. 
Svoj glas je posudio u preko nekoliko crtanih filmova.

## Filmografija

### Televizijske uloge
- " Sjene prošlosti" kao Boris Budak (2024.)
- "Najbolje godine" kao Lazo (2011.)
- "Hitna 94" kao Barbarin ljubavnik (2008.)
- "Zabranjena ljubav" kao Tom Ružić #1 (2007. – 2008.)
- "Cimmer fraj" kao Ante (2007.)
- "Balkan Inc." kao Stipe (2006.)

### Sinkronizacija
- "Lil, Lil, Krokodil" (2022.)
- "Domaća ekipa" kao najavljivač igara (2022.)
- "Obitelj Mitchell protiv strojeva" (2021.)
- "Mini heroji" (2020.)
- "Opasne Snage" kao Schwoz Schwartz (2020.)
- "Lego Ninjago: Tajne zabranjenog spinjitzua" (2020.)
- "Ratovi zvijezda: Ratovi klonova" kao Borbeni droidi, Jan Dez, K2-B4, Klon 99, TC-70, Ratter, Jinx, TV-94B, GL-916, Sluge droidi, Pekar droid, TJ-912 i TZ-33 (2020.)
- "Pustolovine Kida Opasnog" kao Schwoz Schwartz i Mitch Bilsky (2020.)
- "Ekipa za 6 (serija)" kao sporedne uloge (2020.)
- "Kapetan Sabljozubi i magični dijamant" kao gusarski kuhar Mrkva (2020.)
- "Muppet klinci" kao Zvijer (2020.)
- "Spin Fighters" (2020.)
- "Lavlja straža" kao hijena Cheezi, Mwoga, Goigoi, Dogov brat, Mapigano, Tano, Nuka, Majinuni, smeđi miš, zebra, bijela čaplja, galagij i vodenkonj (2020.)
- "Lavlja straža: Povratak rike" kao hijena Cheezi (2020.)
- "Power Rangers Beast Morphers" kao Cycletron, Needletron, Shoveltron/Shoveldron, Slicertron, Railtron, Vacuutron, Antennatron, Drilltron, Tooltron, Burnertron, Turbotron, Spiketron, Infernotron i Vargoyle (2019.)
- "Elena od Avalora" kao Troyo, duh-majmun Bobo, vođa Šušuraca Čavo, član Chiloyeve posade i Shoji (S1EP26) (2019.)
- "Elena i tajna Avalora" kao Francisco (2019.)
- "Rimski gladijatori" (2018.)
- "Nevjerojatna priča o divovskoj kruški" kao podgradonačelnik Grabić i gusarski kapetan (2018.)
- "Soy Luna" kao Willy Star (2018.)
- "Zak Storm" kao Crogar (2018.)
- "Thundermani" kao Destructo i profesor Meteor (2018.)
- "See Dad Run" kao David Hobbs (2018.)
- "Coco i velika tajna" kao Juan Ortodoncia (2017.)
- "Vrapčić Richard" (2017.)
- "Auti 3" kao Brane Haubica (2017.)
- "Majstor Mato" kao Veselko (2017. – 2020.)
- "Mumini na Azurnoj obali" kao Snufkin, Krvolos, ružna riječ, kraljevski glasnik, turist i hotelska stanarica (2016.)
- "Sezona lova: Lud od straha" kao Boog i Piko (2016.)
- "Film Angry Birds" (2016.)
- "Prste(n) k sebi" kao Zang (2016.)
- "Rock'n'roll škola" kao Justin (2016.)
- "Kuća obitelji Glasnić" kao voditelj bazena #1, Prazna guma (2016.)
- "Top Cat: Mačak za 5" kao Žila (2016.)
- "Promjena igre" kao Ruthless (2016.)
- "100 stvari koje moraš učiniti prije srednje škole" kao Henry Slinko (2016.)
- "Henry Opasan" kao Mirko Bilić/Mitch Bilsky, Schwoz Schwartz [S01E22-S05E41] (2015. – 2020.)
- "Nicky, Ricky, Dicky i Dawn" kao Tom Harper (2015.)
- "Sofija Prva" kao Minimus, Pelin, Lisac (2. sezona) (2015.)
- "Violetta" kao Matias LaFontaine (2015.)
- "Doktorica Pliško" kao Gustav Gator (2015.)
- "Jan i pirati iz Nigdjezemske" kao Sharky (2015.)
- "Liar, Liar, Vampire" kao Baron Von Strašni (2015.)
- "Cijepanje Adama" kao gdin. Matis (2015.)
- "Sedmi patuljak" kao Tschakko (2014.)
- "Prdoprah Doktora Proktora" kao Trym i Truls (2014.)
- "Avioni 2: Nebeski vatrogasci" kao Cabbie (2014.)
- "Ukleta kuća Hathawayovih" kao Duh Viking (2014.)
- "Snježno kraljevstvo" (2013.)
- "Phineas i Ferb" kao Buford Van Stomm (2013.)
- "Super špijunke" kao Salty Schooner (2013.)
- "Sanjay i Craig" kao Craig (2013. – 2016.)
- "Nicky Deuce" kao Sal (2013.)
- "Čudovišta sa sveučilišta" (2013.)
- "Ledeno doba 4: Zemlja se trese" kao Ćiro i glupi mamut (2012.)
- "Merida hrabra" (2012.)
- "Lego Ninjago" kao Zane, Lord Garmadon, Nadakhan i Acronix
- "Bobi i disko crvi" kao Bobi, buba, promotor i obožavatelj (2011.)
- "Kung fu Panda: Legende o fenomentastičnom" kao Po (2011. – 2015.)
- "Vesele trojke" (2011.)
- "Simsala Grimm" (2011.)
- "Winx Club 3D: Čarobna avantura" kao Sky (2010.)
- "Gladijatorska akademija" kao Debelijus, Žderibus Maximus (s Markom Torjancem), Gladijola, kineski prodavač, Oliverus Komodus (s Dinkom Vujevićem), Citus, Centaurus (s Danijelom Ljubojom), Olivetusovi vojnici, Gotus (s Vladom Kovačićem), Edo Dorkulus, vođa Huna, faraon Tibus, vodenjački gladijator, Hotikus i ostali likovi (2010.)
- "Ben 10: Alien Force" kao Ledena Avet/Vilgax (2010.)
- "Ben 10" kao Siva Tvar i Magma (2009.)
- "Sezona lova 2" kao Fifi (2008.)
- "Lukavi lisac Renato" kao Bruno i Romeo (2008.)
- "Kong: Povratak u džunglu" kao gradonačelnik, reporter #2 i novinar (2007.)
- "Tristan i Izolda" kao Raul, stari sluga, građanin, vitez i seoski radnik (2006.)
- "Titan: Nakon uništenja Zemlje" kao Cale Tucker (2006.)
- "Pipi Duga Čarapa" kao Pero i Njofra (2006., 2011.)
- "Zmajevi Vatre i Leda" kao Gortaz (2005.)
- "Dogtanian i tri mušketira" kao g. De Treville, Trevillov glasnik, Rochefortov sluga, vlasnik dućana i kardinalova garda (2003.)
- "Drake i Josh" kao Chuck (2011.)
- "Super ninje" kao Martin Fukanaga
- "Victorious" kao gdin. West, Braden
- "T.U.F.F. Puppy" kao Štetotni Štipomlat
- "Big Time Rush" kao Fabio Lanzoni
- "Casper u školi strave" kao Jimmy
- "Spužva Bob Skockani" kao Ljuti Josip, Čovjek Raža
- "iCarly" kao gdin. Howard, T-Bo
- "Pingvini s Madagaskara" kao Mason i Chuck Charles
- "Fanboy i Chum Chum" kao Fanboy
- "Avatar: Posljednji vladar zraka" kao Bumi
- "Bruno i Banana Bunch" kao pripovjedač
- "Čudnovili roditelji" kao Denzel Kroker i Jonger Von Strangle
- "Braća koale" kao pripovjedač i Buster
- "Martin Misterija" kao Martin Misterija
- "Action Man" kao Action Man (1997.)
- "Pocoyo" kao pripovjedač

## Vanjske poveznice
- Goran Vrbanić u internetskoj bazi filmova IMDb-u (engl.)